# Музыченко, Наталья
Наталья Музыченко — советская и российская пловчиха в ластах.

## Карьера
Тренировалась в бассейне новосибирского СКА. Её тренерами были Ю.Н. Каразаев, мсмк по подводному спорту, и О.Н. Каразаева, в прошлом мастер спорта по классическому плаванию - оба заслуженные тренеры России.
Трижды Наталья поднималась на пьедестал на Всемирных играх. Четырёхкратный чемпион Европы. Многократный призёр чемпионатов мира, Европы, России.